# Dhammazedi
Cette page contient des caractères spéciaux ou non latins. S’ils s’affichent mal (▯, ?, etc.), consultez la page d’aide Unicode.
Dhammazedi (birman ဓမ္မစေတီ, dəma̰zèdì ; 1412–1492) fut le seizième souverain du royaume d'Hanthawaddy, en Basse-Birmanie. Il régna de 1471 à sa mort. Il est considéré comme le souverain le plus éclairé de l'histoire de la Birmanie, et selon certains récits, comme « le plus grand » des rois d'Hanthawaddy. Ancien moine bouddhiste éduqué dans sa jeunesse dans le royaume d'Ava rival, il fut un fidèle conseiller et le gendre de la reine Shin Sawbu, qu'il avait accompagnée dans sa fuite d'Ava en 1430. À 48 ans, il fut choisi par la reine comme prince héritier : il quitta le sangha et épousa sa fille Mi Pakahtaw. Shin Sawbu lui remit immédiatement tout le soin de l'administration, ce qui fit de lui le maître de facto du royaume. Il fut couronné roi à la mort de Shin Sawbu en 1472.
Au cours de son long règne, le royaume atteignit le sommet de son âge d'or. Contrairement à Ava, Hanthawaddy resta en paix et profita à plein de son commerce extérieur. Lui-même fut un souverain modéré, réputé pour sa sagesse. Un recueil de ses décisions, le Dhammazedi Pyatton, a été conservé. Le royaume devint aussi un centre fameux de Bouddhisme theravada, avec de forts liens avec le Sri Lanka, et il reprit l'envoi de missions à Bodhgayâ. Ses réformes religieuses se diffusèrent plus tard dans tout le pays. Il maintint des relations amicales avec le Yunnan.
Selon l'historien DGE Hall, « Il était un souverain bouddhiste du meilleur type, profondément soucieux de la purification de la religion. Sous son règne, la civilisation fleurit et les conditions du pays Môn formèrent un contraste frappant avec le désordre et la sauvagerie qui caractérisaient le Royaume d'Ava. »
Dhammazedi mourut à Pégou en 1492. Il fut honoré comme un saint et un stûpa fut construit pour abriter ses ossements. Son fils aîné lui succéda sous le nom de Binnya Ran II.
En 1484, le roi fit fondre une immense cloche pour la pagode Shwedagon de Rangoon : la Grande cloche de Dhammazedi.